# Pinaverium bromide
Pinaverium bromide (INN) là một loại thuốc dùng cho rối loạn tiêu hóa chức năng. Nó thuộc về một nhóm thuốc gọi là thuốc chống co thắt và hoạt động như một chất chặn kênh calci trong việc giúp khôi phục quá trình co bóp bình thường của ruột. Nó có hiệu quả nhất khi được thực hiện trong một đợt điều trị đầy đủ và không được thiết kế để giảm triệu chứng ngay lập tức hoặc sử dụng không thường xuyên, không liên tục.
Pinaverium bromide được đăng ký lần đầu tiên vào năm 1975 bởi Solvay Pharmaceuticals (nay là một bộ phận của Phòng thí nghiệm Abbott) và được bán trên thị trường toàn cầu bằng cách sử dụng tên thương hiệu Dicetel và Eldicet. Pinaverium chung có sẵn ở Hàn Quốc dưới tên thương mại là Disten  và ở Argentina là Nulite.

## Chỉ định
Nó được chỉ định để điều trị và giảm các triệu chứng liên quan đến hội chứng ruột kích thích (IBS) bao gồm đau bụng, rối loạn đường ruột và khó chịu đường ruột; và điều trị các triệu chứng liên quan đến rối loạn chức năng của đường mật.